# Himandhoo
Himandhoo är en ö i Ariatollen i Maldiverna. Den ligger i den västra delen av landet, 90 km väster om huvudstaden Malé. Den tillhör den administrativa atollen Alif Alif. 